# Визвольний фронт словенського народу

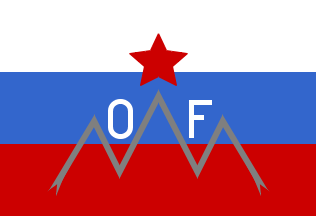
Прапор Визвольного фронту словенського народу. Зигзаг символізує гору Триглав

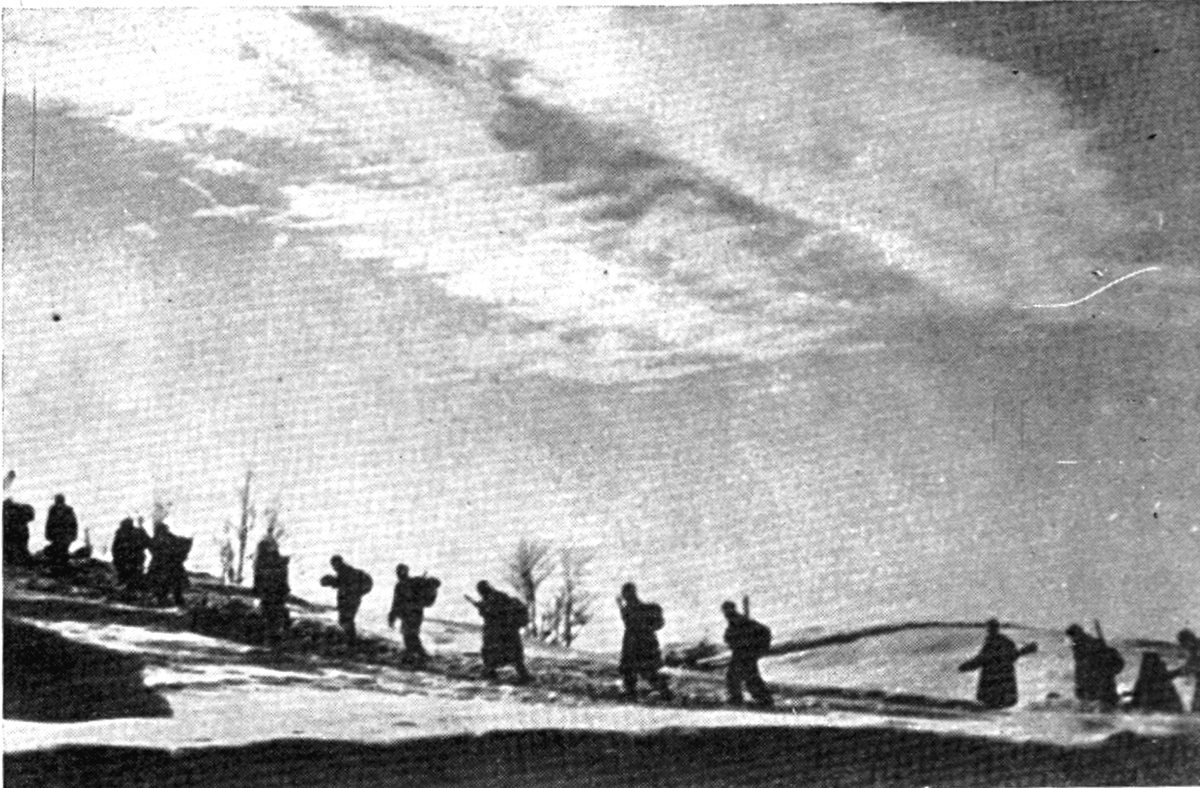
Словенські партизани взимку 1942

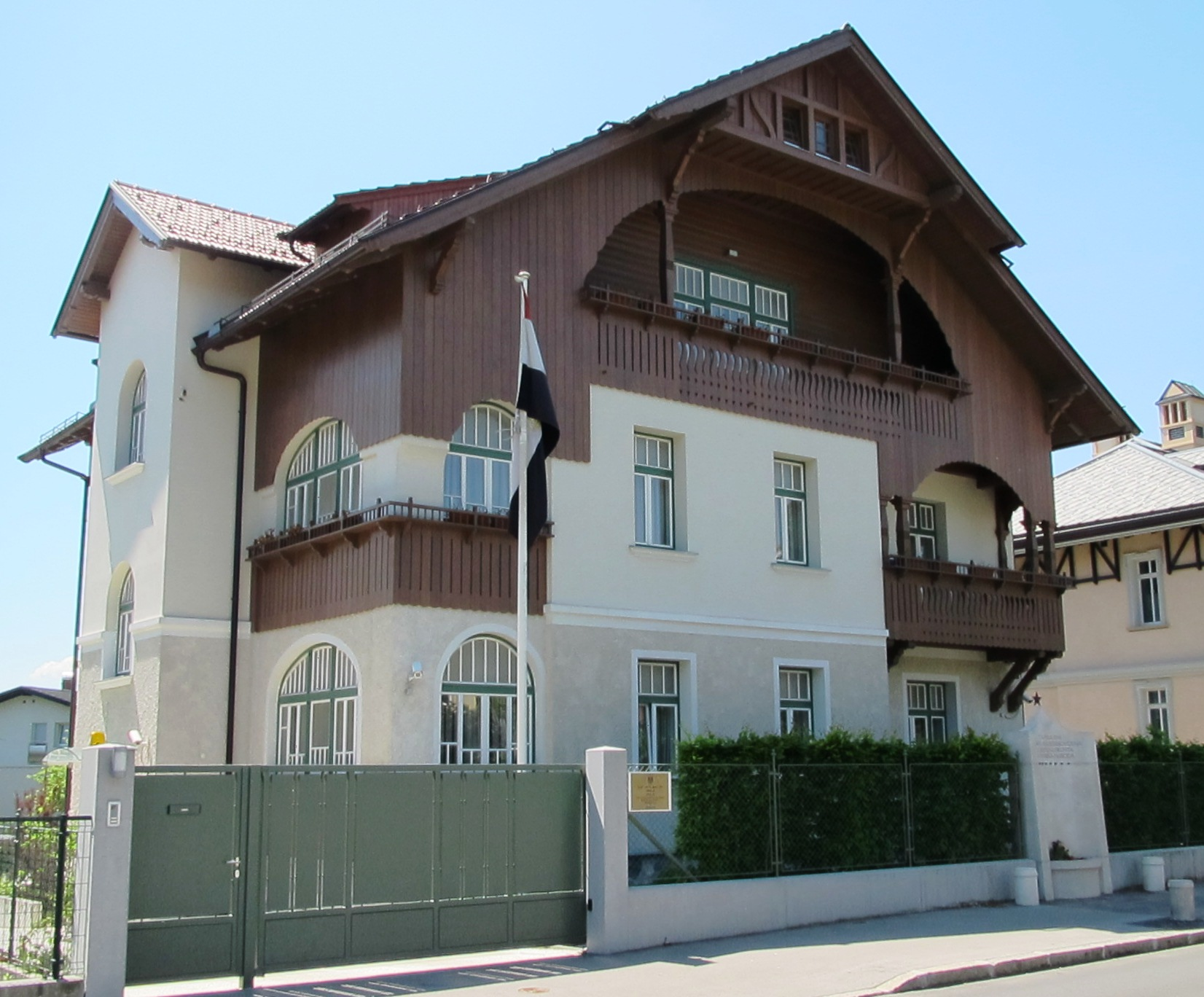
Будинок Йосипа Відмара — тут було проведено перші збори Визвольного фронту

Визвольний фронт словенського народу (словен. Osvobodilna fronta slovenskega naroda), або Визвольний фронт (словен. Osvobodilna fronta), Антиімперіалістичний фронт (словен. Protiimperialistična fronta) — головний антифашистський словенський цивільний рух опору та політична організація. Функціонував на території Словенії протягом Другої світової війни. Збройними підрозділами фронту були словенські партизани. Організація була заснована на території Провінції Любляна 26 квітня 1941 в помешканні літературного критика Йосипа Відмара. Лідерами фронту були Борис Кидрич та Едвард Кардель.

## Програма
Програма фронту опиралася на такі фундаментальні положення:
- збройна боротьба
- об'єднання Словенії
- неподільність Югославії та близькі стосунки з СРСР
- лояльність усіх фракцій до фронту
- вірність демократичним принципам
- приєднання до Атлантичної хартії
- залучення партизанів і членів Народної гвардії до ширшої боротьби за національну свободу.[2]

## Внутрішня політична ситуація
Хоча спочатку Визвольний фронт складався з різноманітних політичних груп лівого напрямку, включаючи також деяких християнських соціалістів, дисидентську групу зі словенського «Сокола» (націонал-демократи) та групу інтелектуалів із журналів Sodobnost (Сучасність) і Ljubljanski zvon, у ході війни почали зростати роль і вплив Комуністичної партії Словенії, внаслідок чого 1 березня 1943 ці групи підписали Доломітську декларацію (словен. Dolomitska izjava), що давала виняткові права в організації Визвольного фронту як політичної партії лише комуністам.
3 жовтня 1943 на Асамблеї делегатів словенського народу (словен. Zbor odposlancev slovenskega naroda), скликаній у Кочев'ї 572 членами, обраними прямим, та 78, обраними непрямим голосуванням, пленум, до складу якого входило 120 членів, був обраний найвищим цивільним керівним органом антифашистського руху в Словенії під час Другої світової війни.
Після завершення війни Визвольний фронт був реорганізований у Соціалістичний союз трудового народу Югославії.

## Діяльність
19 лютого 1944 на пленумі у Чрномелі Визвольний фронт словенського народу змінив назву на Словенський народно-визвольний комітет і проголосив себе тимчасовим парламентом Словенії. Одним із найважливіших його рішень було те, що після завершення війни Словенія мала стати країною у складі федеративної Югославії.
Перед завершенням війни 5 травня 1945 Словенський народно-визвольний комітет, скликаний у Айдовщині (Венеція-Джулія; тоді формально була частиною Італійського королівства), утворив парламент Словенії на чолі з комуністом Борисом Кидричем.
Визвольний фронт вів інтенсивну та специфічну пропагандистську діяльність. Друкувалися листівки, бюлетені та інші матеріали, у яких окупаційні сили зображалися у негативному світлі. Фронтова радіостанція Kričač була одним із способів трансляції пропаганди в окупованій Європі. Трансляція велася з багатьох локацій; окупаційні сили вилучали в місцевого населення радіоприймачі, щоб унеможливити її прослуховування.

## Словенські партизани
Словенські партизани були збройним формуванням Визвольного фронту, яке згодом перетворилося з партизанських загонів на повноцінну армію. Формування загалом було моноетнічним та діяло здебільшого на території Словенії. Тому діяльність цього формування є успішною. Словенські партизани були першими збройними силами Словенії. Найбільш характерним символом був ексклюзивний головний убір — триглавка. На відміну від інших регіонів Югославії, де на звільнених від загарбників територіях політичне життя координували військовики, словенські партизани підпорядковувалися цивільній політичній владі Визвольного фронту. Початково словенські партизани діяли окремо від партизанських формувань Йосипа Броз Тіто. У 1944 відбулося об'єднання словенських партизанів із партизанами Тіто.

## Назва
Словенські історики традиційно вважають, що першою назвою формування є Антиімперіалістичний фронт. Це можна прочитати, наприклад, у праці словенського історика Петера Водопивця 2006 року. У 2008 історик Боян Годеша опублікував рецензію, що стосується цієї теми. Він згадує про листівку кінця квітня 1941, на якій було написано визвольний фронт (не з великої літери); при цьому назва антиімперіалістичний фронт (не з великої літери) уперше згадується лише 22 червня 1941. Також він згадує, що Йосип Рус, який репрезентував словенський Сокіл на установчих зборах Визвольного фронту, завжди стверджував, що назва Визвольний фронт лише тільки обговорювалася. Це суперечить твердженню іншого засновника, Йосипа Відмара, згідно з яким організація була перейменована на Визвольний фронт лише 30 червня 1941. Твердження Годеші цитувалося на семінарі відомого історика Божо Репе, який також додав, що назва Антиімперіалістичний фронт вживалася під час зв'язків із радянськими комуністами. Він приписує це бажанню словенських комуністів продемонструвати, що вони діють відповідно до цілей Комінтерну.

## Пам'ять
27 квітня кожного року в Словенії відзначається День опору окупації (словен. Dan upora proti okupatorju), відомий також як День Визвольного фронту.